# Liste de sites et cultures archéologiques en Asie centrale
Cette liste de sites et cultures archéologiques en Asie centrale recense la plupart des sites et cultures archéologiques en Asie centrale.
Elle exclut ce qui concerne spécifiquement les aires géographiques voisines (Sibérie, Mongolie, Chine, Tibet, Inde, Iran).
Elle inclut les cultures chevauchantes ou nomades, selon la définition d'Asie centrale, restrictive (Turkestan occidental) ou extensive (Asie intérieure).
Elle évolue avec les progrès des connaissances.

## Préhistoire
- Homme de Denisova (41000 ans, Altaï, massif à la frontière Sibérie-Kazakhstan-Xinjiang)
- Chasseurs-cueilleurs de l'ancienne Eurasie du Nord (en) (34000-26000)
- Culture de Malta-Buret (26000-17000), Angara (Baïkal)
- Chasseurs-cueilleurs de l'Est (16000-11000)

### Néolithique
- Culture Mehrgarh (7000-2000), Baloutchistan pakistanais, en lien avec la civilisation de la vallée de l'Indus (3200-1900)
- Culture Djeitun (7000c-4500), Ulug Dépé (datation affinée)
- Kelteminar culture (en) (5500-3500), désert du Karakoum, désert du Kyzylkoum, Amou-Daria, Kazakhstan-Ouzbékistan-Turkménistan
- Culture de Khvalynsk (4900-3500), Khvalynsk, steppe pontique, frontière Kazakhstan (//culture de Samara)
- Culture de Namazga (4500-1100), Namazga-depe (Kopet-Dag, Turkménistan), Sarazm

### Âge du cuivre
- Mehrgarh III
- Culture de Namazga (4000) Turkménistan, Monjukli Depe (en), cuivre, lapis-lazuli
- Sarazm (-4000), site proto-urbain, Tadjikistan
- Culture de Botaï (3700-3100), Nord-Kazakhstan
- Culture Yamna (3600-2033), Sud-Oural, steppe pontique
- Culture d'Afanasievo (3300/3200-2600/2400), Tokhariens
- Culture de Glazkov (de) 3200-2400), en Toungousie et Mongolie

### Âge du bronze, à partir de 2700-2500
- Culture Chemurchek (en) (2750-1900), Sud-Sibérie, Mongolie, Altaï
- Culture Vakhsh (en) (2500-1650), Vakhch/Surkhob (Tadjikistan) et Kyzylsou  (Kirghizistan), Farkhar, orge, blé, chien, cerf, chameau, âne, cheval, mouton, chèvre
- Culture Karakol (en) (2200-1800), Sud-Sibérie, Altaï
- Culture d'Abachevo (2300-1850), Sud-Oural
- Civilisation de l'Oxus (Complexe archéologique bactro-margien, BMAC) (2300-1700, civilisation des oasis)
- Cultures de Seima-Turbino (2300-1700) en Eurasie (Finlande..Mongolie), Perm, Altaï
- Culture de Sintachta (2200-1800), steppe eurasienne, Oural-Sud, Arkaïm
- Culture d'Andronovo (2000-1000), Kazakhstan-Amou Daria
- Culture Suyarganovo (en) (2000-1000), Amou-Daria (Khwarezm)
- Culture Sroubna (1900-1200), Ukraine-Russie, ‘’Culture des tombes en bois »
- Culture Tazabagyab (en) (1850-1500), vallée du Zeravchan (Tadjikistan, Ouzbékistan, Turkménistan), irrigation, cuivre, étain, turquoise, cheval, chariot
- Culture Munkhkhairkhan (en) (1800-1600), Sud-Sibérie
- Bishkent (en) (1700-1500), Tadjikistan
- Culture du Gandhara (1600-500), Gandhara, Barikot/Bazira, district de Swat (Pakistan)
- Culture Sagsai (en) (1500-1000), Sagsai (Ouest-Mongolie), suite de Chemurchek
- Culture Chust (en) (1500-900), Vallée de Ferghana
- Culture du Karassouk (1500-800), Sibérie occidentale et Kazakhstan
- Culture Yaz (en) (1500-300), Namazga-depe  (Kopet-Dag, Turkménistan) : tour de potier, irrigation
- Culture des pierres à cerfs (1400-700), Sud-Sibérie, Mongolie
- Culture Begazy–Dandybai (en) (1350-1150), Saryarka, steppe et lacs du Kazakhstan septentrional, Mausolées Begazy Dandybai (en)

### Âge du fer, parfois dès 1500, le plus souvent 1000
- Culture Subeshi (en) (1100-100), Xinjiang
- Culture Irmen (en) 900-700, Sud-Sibérie, au nord de l'Altaï
- Culture Aržan culture (en) 900-700, Sud-Sibérie
- Culture de Tagar (800-168), Sud-Sibérie, Ienisseï , Khakassie, Sakas
- Culture Tasmola (en) (800-400), centre du Kazakhstan, Sakas, (peut-être les Issedones d’Hérodote), tumulus de Tasmola (en)
- Culture Aldy-Bel (en)  (650-500), Sud-Sibérie, scythique, nomade, kourgane
- Culture de l'Ordos (600-150), Ordos Plateau (Mongolie-Intérieure), art scythoïde
- Culture sauromatienne (en) (550-350), Volga-Oural-Sud-Sibérie
- Culture Pazyryk (550-250), Sakas, kourgane, Kazakhstan/Altaï, enterrements de Pazyryk (en)
- Culture Korgantas (en) (400-113), suite de la culture Tasmola
- Culture Bulan-Koba (en) (de -150 à +450), Altaï
- Culture de Tachtyk (20-350), suite de Tagar, Krasnoïarsk, Sud-Sibérie, Ienisseï , Khakassie, Sakas
- Culture Kok-Pash (en) (250-450), Altaï

## Proto-histoire

### Régions antiques et/ou satrapies
- Scythie
- Coumanie (étendue)
- Bactriane (2500/2000 AEC - 900/1000), satrapie de Bactriane (vers -540), Asii, Sakas, Daxia, Tokhariens (Tokharistan), Aï Khanoum
  - Balkh (Afghanistan)
- Margiane, Merv (actuel Tukménistan)
- Sogdiane (600 AEC-1050c), Sogdiens, Samarcande, Boukhara, Cyropolis, Khodjent,   Merv, satrapie de Sogdiane (305-256)
- Transoxiane, entre Amou(Daria et Syr-Daria : Samarcande, BoukharaSamarcande, Boukhara
- Khwarezm (Chorasmie), Khiva, Kounia-Ourguentch, Khoresmie dans l'Antiquité (de), Khwarezmiens
- Dahestan / Dihistan, pays des Dahae (Dahas/Dahéens/Dases)
- Marges Sud et Est
  - Arie (Aria), Artacoana (en), Alexandria Ariana (en) (Hérat)
  - Paropamisades, Kaboul, Begrâm (Afghanistan)
  - Gédrosie (/ Makran) : Gwadar, Sehwan, Khuzdar, Quetta, Sibi
  - Hyrcanie (Hyrcania, Ὑρκανία) : Zadracarta, Gorgan (Golestan, Iran), et Tabarestan
  - Drangiane (Tzarangiane), vallée de l’Helmand, Sistan (Iran)
  - Arachosie (Baloutchistan, Kandahar), Koundouz (Drapsaka)
  - Gandhara (nord Pakistan) : Peshawar, Mardan, Taxila, art gréco-bouddhique
  - Xinjiang (Turkestan oriental) : Tokhariens, Yuezhi : désert du Taklamakan, désert de Gobi, Lob Nor, bassin du Tarim (momies du Tarim (2000-1500) (et jusqu'à -200))

## Histoire: empires, royaumes, khanats
- Histoire de l'Asie centrale

- Royaume Parama Kamboja (en) (600-400 ?), en partie sur Afghanistan-Ouzbékistan-Tadjikistan
- Empire achéménide (556-330 AEC (avant l'ère commune))
- Chronologie des campagnes d'Alexandre le Grand (336-323)
- Royaume de Macédoine (329-305, Empire séleucide (305-64), guerres séleucides-parthes (en)
- Époque hellénistique (330-30), royaume gréco-bactrien (246/256-120), royaumes indo-grecs (de -200 à +10, Yavanarajya), art hellénistique
- Empire parthe (de -247 à +224), guerres romano-parthes, Nisa (Turkménistan)
- Royaume indo-parthe (19-226), Taxila (Rawalpindi, Pendjab, Pakistan)
- Empire kouchan (une des tribus Yuezhi) (de 30-350/375, apogée 105-250), Begrâm (Afghanistan, Alexandrie du Caucase), trésor de Begrâm, Purushapura (Peshawar), Yuezhi, civilisation koutchéenne, art kushan
- Royaume de Khotan (56-1006), Khotan (Xinjiang), Sakas, bouddhiste
  - autres États-oasis du Tarim sur la route de la soie : Yarkand, Loulan, Tourfan, Kachgar, Karachahr (et Kucha)
- Empire sassanide (224-651), Empire néo-perse, guerre perso-byzantine de 602-628

- Confédération proto-mongole Xiongnu (de -250 à +93),
- Confédération proto-mongole Xianbei (93-250/450),
- Confédération proto-mongole Ruanruan (350c-560), de la Mandchourie au Turkestan,
- Khaganat turc (551-581)
- Khaganat turc oriental (581-630)
- Khaganat Göktürk (552-657, 682-745)
- Conquête musulmane de la Transoxiane (673-751)
- Khaganat Kimek (743-1220)
- Khaganat ouïgour (744-848)
- Confédération Coumans-Kiptchaks (900c-1241), de langues kiptchak

- Empire mongol (1206-1243/1294)
  - Invasion mongole des Kara-Khitans (1216-1218), invasions mongoles en Asie centrale (1216-1221), invasion mongole de l'Empire khwarezmien (1218-1221)
- Horde d'or (1243-1502),
- Khanat dzoungar (1634-1756)

- Influences européennes dès 1500
- Grand Jeu géostratégique en Asie entre Britanniques et Russes (répartition de la grande Asie centrale)
- Conquête russe du Turkestan (1839-1895), entamée dès 1716-1722 et 1774-1776
- Turkestan russe (1867-1917) gouvernement général du Turkestan